# Самуел Линде
Са̀муел Богу̀мил Лѝнде (на полски: Samuel Bogumił Linde) е полски езиковед славист, лексикограф, преводач, библиотекар, автор на първия едноезичен „Речник на полския език“ (на полски: Słownik języka polskiego, 1807 – 1815), член на Образователната камера на Варшавското княжество (1808).